# 戴光前 (1944年)
戴光前（1944年—），男，重庆人，中华人民共和国政治人物，曾任中华人民共和国人事部党组副书记、副部长。